# Vrba zapomenutá

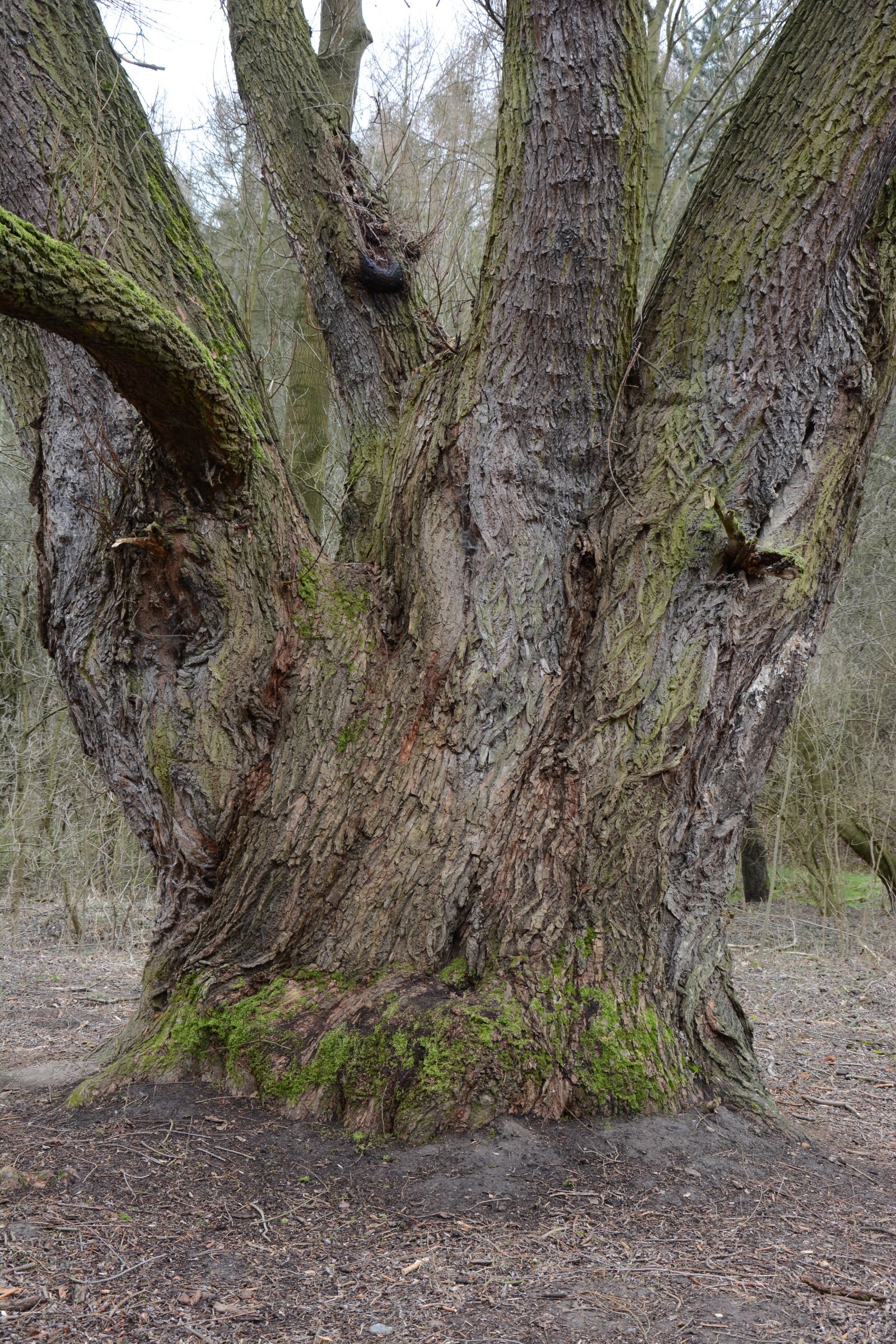
Vrba zapomenutá, detail kmene

Vrba zapomenutá je významný strom druhu vrba bílá (Salix alba) v severním cípu katastrálního území Suchdol. Nachází se v Údolí Únětického potoka na soutoku Únětického a Horoměřického potoka.

## Popis
Jedná se o pravděpodobně největší exemplář druhu vrba bílá na území České republiky. Obvod kmene dosahuje 787 cm, výška asi 13 metrů. Stáří stromu se odhaduje na 120 let.
Na významný strom byla pasována 28. října 2014. V anketě Strom roku 2015 vyhlašované Nadací Partnerství se umístila na 4. místě.

## Významné stromy v okolí
- Lípa republiky (Suchdol)
- Stromořadí lip srdčitých v Suchdole